# Terraplana
Terraplana (estilizado em letras minúsculas como terraplana) é uma banda de shoegaze e indie rock brasileira formada em 2017 na cidade de Curitiba, no estado do Paraná. É composta pela baixista/vocalista Stephani Heuczuk, guitarrista/vocalista Vinícius Lourenço, guitarrista/vocalista Cassiano Kruchelski e baterista Wendeu Silverio.
Terraplana foi considerada uma das bandas de shoegaze que vem ganhando destaque no underground nacional, trazendo um "revival" do gênero músical no Brasil.

## História
A banda surgiu na cena independente em 2017, formada por Stephani Heuczuk, Vinícius Lourenço, Matheus Teles e Wendeu Silverio. Em entrevista ao Programa Nosso Rock, Vínicius e Wendeu falaram que escolheram o nome "terraplana" pois era um nome fácil de lembrar. O primeiro show foi feito num evento organizado pela própria banda, tocando ao lado das bandas amigas Rawph e Céu de Vênus. O grupo então começou a compor e gravou de forma caseira seu primeiro extended play chamado Exílio, lançado no final do mesmo ano. Vínicius conta que: "Foi um processo um tanto quanto demorado, acho que começamos a gravar em setembro e o EP só ficou pronto, mixado e masterizado, em dezembro". O grupo entrou em contato com alguns sites de música, inclusive da América Latina, e rádios pra ajudar a divulgar o trabalho e começaram a vender camisetas da banda nos shows. Exílio recebeu críticas mistas a positivas e teve uma boa recepção por parte do público, o que impulsionou a banda a fazer vários shows em 2018, rodando pelo Paraná, São Paulo e Santa Catarina.
Em 2019, realizaram alguns shows ao lado de bandas notórias do indie rock brasileiro como Terno Rei, Adorável Clichê e eliminadorzinho. De acordo com Stephani: "No mesmo ano decidimos focar em terminar de compor o novo álbum, porém por conta de vários imprevistos, como a pandemia, o trabalho demorou um pouco mais do que esperávamos para ser lançado, mas acreditamos que ele chegou no momento certo". No final de 2019, o guitarrista Matheus Teles sai da banda e é substituído por Cassiano Kruchelski.
No ano de 2020 com o acontecimento da Pandemia de COVID-19, o grupo adiou a gravação do seu primeiro álbum que estava planejado para acontecer naquele ano. "Mas, de qualquer forma, nunca ficamos totalmente parados: quando não podíamos ensaiar, fazíamos as composições a distância e bolávamos outras coisas pra manter a banda viva, como produção de camisetas e merch num geral" conta Vínicius. No dia 28 de Julho de 2021 o grupo lança seu primeiro single, "Na Sua Estante", um cover da cantora Pitty.
Em 2022, terraplana começaram a gravar seu primeiro álbum no Nico's Studio, com a produção de Gustavo Schimer e mixagem/masterização realizada por Nico Braganholo, que trabalharam com bandas como Terno Rei e Marrakesh. Na mesma época, a banda participou e ganhou de um concurso realizado pela empresa de música Groover, concorrendo uma chance de tocar no festival Balaclava Fest, evento que contou contou com as participações das bandas estrangeiras prestigiadas Fleet Foxes, Alvvays e Crumb. Cassiano disse que "o Balaclava Fest aconteceu na melhor hora, bem na época que estávamos produzindo o disco. Aproveitamos para tocar as músicas do álbum com os arranjos finais e a recepção nos animou ainda mais. O concurso e o festival abriram portas para gente entrar no radar de muita gente nova, trazendo um público que com certeza se identifica com nosso som, mas que ainda não conhecia". Essa oportunidade conectou a banda com a equipe do selo independente Balaclava Records, com eles assinando um contrato com o terraplana. No final de 2022, terminaram a gravação do álbum.
Em Janeiro e Fevereiro de 2023, são lançados os singles "Conversas" e "Memórias". No dia 1 de março é lançado o álbum de estréia Olhar Pra Trás via plataformas de streaming. O álbum chegou na posição 85 da parada musical da Apple Music Brasil e recebeu críticas positivas no geral, de sites especializados como Scream&Yell, Miscelanea e Cia, Monkeybuzz e Teoria Cultural.
O grupo embarcou numa turnê para promover o álbum, tocando ao lado de várias bandas conhecidas no underground como Eliminadorzinho, Sonhos Tomam Conta e Gorduratrans. No dia 12 de março de 2023, o grupo abriu para o Deafheaven. O disco foi escolhido pela Associação Paulista de Críticos de Arte como um dos 50 melhores álbuns nacionais de 2023.

## Integrantes

### Atuais
- Stephani Heuczuk - baixo, vocais (2017-presente)
- Vinícius Lourenço - guitarra, vocais (2017-presente)
- Cassiano Kruchelski - guitarra, vocais (2019-presente)
- Wendeu Silverio - bateria (2017-presente)

### Antigos
- Matheus Teles - guitarra, vocais (2017-2019)

## Discografia

### EPs
- exílio (2017)

### Álbuns de estúdio
- Olhar Pra Trás (2023)
- Natural (2025)